# ISU Skating Awards
ISU Skating Awards — премия ISU за достижения и заслуги в фигурном катании. Первая церемония прошла 11 июля 2020 года в онлайн-формате из-за ограничений, связанных с пандемией COVID-2019.

## История
О создании премии Международный союз конькобежцев впервые объявил в 2019 году. Идея создания премии принадлежит продюсеру Ари Закаряну. Первая церемония вручения наград должна была состояться в ходе показательных выступлений на чемпионате мира 2020 в канадском Монреале, но пандемия COVID-19 помешала этим планам, и первую церемонию 11 июля 2020 года провели в онлайн-формате. СМИ прозвали премию «фигурный Оскар» или «ледовый Оскар» по аналогии с кинопремией «Оскар». Ведущими были фигуристы танцев на льду Танит Белбин и Чарли Уайт. Вторую премию 11 июля 2021 года в связи с отсутствием большинства соревнований из-за пандемии в онлайн-формате провели в единственной номинации «За жизненные достижения», в которой награды присвоили российским тренерам Тамаре Москвиной и Алексею Мишину, а также британским фигуристам танцев на льду Джейн Торвилл и Кристоферу Дину. Ведущими премии снова стали Танит Белбин и Чарли Уайт. Третья церемония премии ISU Skating Awards впервые прошла в отдельном зале. Церемонию перенесли с 2022 года и провели 5 февраля 2023 года в рамках ледового шоу Art on Ice в Цюрихе, Швейцария. Ведущими были американский фигурист мужского одиночного катания Джонни Вейр и южноафриканская журналистка Эльма Смит. В России трансляция премии велась в онлайн-кинотеатре Okko. В 2024 году ведущими церемонии стали журналистка Эльма Смит и фигурист Курт Браунинг.

## Награды и номинации

### 2020
Победители указаны первыми и выделены отдельным цветом 
| Номинации                       | Победители и номинанты             | Страна      | Дисциплина                |
| ------------------------------- | ---------------------------------- | ----------- | ------------------------- |
| Самый ценный фигурист           | Юдзуру Ханю                        | Япония      | мужское одиночное катание |
| Самый ценный фигурист           | Алина Загитова                     | Россия      | женское одиночное катание |
| Самый ценный фигурист           | Нэтан Чен                          | США         | мужское одиночное катание |
| Самый ценный фигурист           | Суй Вэньцзин и Хань Цун            | Китай       | парное катание            |
| Лучший новичок                  | Алёна Косторная                    | Россия      | женское одиночное катание |
| Лучший новичок                  | Александра Трусова                 | Россия      | женское одиночное катание |
| Лучший новичок                  | Ю Ён                               | Южная Корея | женское одиночное катание |
| Лучший тренер                   | Этери Тутберидзе                   | Россия      |                           |
| Лучший тренер                   | Брайан Орсер                       | Канада      |                           |
| Лучший тренер                   | Рафаэль Арутюнян                   | США         |                           |
| Лучший костюм                   | Мэдисон Чок и Эван Бейтс           | США         | танцы на льду             |
| Лучший костюм                   | Анна Щербакова                     | Россия      | женское одиночное катание |
| Лучший костюм                   | Юдзуру Ханю                        | Япония      | мужское одиночное катание |
| Лучший хореограф                | Ше-Линн Бурн                       | Канада      |                           |
| Лучший хореограф                | Мари-Франс Дюбрёй                  | Канада      |                           |
| Лучший хореограф                | Лори Никол                         | Канада      |                           |
| Самая зрелищная программа       | Габриэла Пападакис и Гийом Сизерон | Франция     | танцы на льду             |
| Самая зрелищная программа       | Евгения Медведева                  | Россия      | женское одиночное катание |
| Самая зрелищная программа       | Кевин Эймоз                        | Франция     | мужское одиночное катание |
| Награда за жизненные достижения | Курт Браунинг                      | Канада      | мужское одиночное катание |

### 2021
| Номинации                       | Победители и номинанты          | Страна         | Дисциплина     |
| ------------------------------- | ------------------------------- | -------------- | -------------- |
| Награда за жизненные достижения | Тамара Москвина и Алексей Мишин | Россия         | парное катание |
| Награда за жизненные достижения | Джейн Торвилл и Кристофер Дин   | Великобритания | танцы на льду  |

### 2022
Церемония награждения не проводилась из-за вторжения России на Украину.

### 2023
| Номинации                       | Победители и номинанты             | Страна    | Дисциплина                |
| ------------------------------- | ---------------------------------- | --------- | ------------------------- |
| Самый ценный фигурист           | Нэтан Чен                          | США       | мужское одиночное катание |
| Самый ценный фигурист           | Анна Щербакова                     | Россия    | женское одиночное катание |
| Самый ценный фигурист           | Габриэла Пападакис и Гийом Сизерон | Франция   | танцы на льду             |
| Лучший новичок                  | Изабо Левито                       | США       | женское одиночное катание |
| Лучший новичок                  | Нина Петрыкина                     | Эстония   | женское одиночное катание |
| Лучший новичок                  | Ринка Ватанабэ                     | Япония    | женское одиночное катание |
| Лучший тренер                   | Патрис Лозон                       | Канада    |                           |
| Лучший тренер                   | Рафаэль Арутюнян                   | США       |                           |
| Лучший тренер                   | Стефан Ламбьель                    | Швейцария |                           |
| Лучший костюм                   | Мэдисон Чок и Эван Бейтс           | США       | танцы на льду             |
| Лучший костюм                   | Луна Хендрикс                      | Бельгия   | женское одиночное катание |
| Лучший костюм                   | Юдзуру Ханю                        | Япония    | мужское одиночное катание |
| Лучший хореограф                | Ше-Линн Бурн                       | Канада    |                           |
| Лучший хореограф                | Бенуа Ришо                         | Франция   |                           |
| Лучший хореограф                | Мари-Франс Дюбрёй                  | Канада    |                           |
| Самая зрелищная программа       | Габриэла Пападакис и Гийом Сизерон | Франция   | танцы на льду             |
| Самая зрелищная программа       | Донован Каррильо                   | Мексика   | мужское одиночное катание |
| Самая зрелищная программа       | Юдзуру Ханю                        | Япония    | мужское одиночное катание |
| Награда за особые достижения    | Илья Малинин                       | США       | мужское одиночное катание |
| Награда за жизненные достижения | Катарина Витт                      | Германия  | женское одиночное катание |

### 2024
| Номинации                       | Победители и номинанты   | Страна         | Дисциплина                |
| ------------------------------- | ------------------------ | -------------- | ------------------------- |
| Самый ценный фигурист           | Илья Малинин             | США            | мужское одиночное катание |
| Самый ценный фигурист           | Каори Сакамото           | Япония         | женское одиночное катание |
| Самый ценный фигурист           | Сёма Уно                 | Япония         | мужское одиночное катание |
| Лучший новичок                  | Хана Ёсида               | Япония         | женское одиночное катание |
| Лучший новичок                  | Нина Пиндзарроне         | Бельгия        | женское одиночное катание |
| Лучший новичок                  | Кимми Репонд             | Швейцария      | женское одиночное катание |
| Лучший тренер                   | Миэ Хамада               | Япония         |                           |
| Лучший тренер                   | Стефан Ламбьель          | Швейцария      |                           |
| Лучший тренер                   | Соноко Накано            | Япония         |                           |
| Лучший костюм                   | Луна Хендрикс            | Бельгия        | женское одиночное катание |
| Лучший костюм                   | Мэдисон Чок и Эван Бейтс | США            | танцы на льду             |
| Лучший костюм                   | Ли Хэ Ин                 | Южная Корея    | женское одиночное катание |
| Лучший хореограф                | Бенуа Ришо               | Франция        |                           |
| Лучший хореограф                | Ше-Линн Бурн             | Канада         |                           |
| Лучший хореограф                | Стефан Ламбьель          | Швейцария      |                           |
| Самая зрелищная программа       | Адам Сяо Хим Фа          | Франция        | мужское одиночное катание |
| Самая зрелищная программа       | Кевин Эймоз              | Франция        | мужское одиночное катание |
| Самая зрелищная программа       | Лайла Фир и Льюис Гибсон | Великобритания | танцы на льду             |
| Награда за особые достижения    | Дианна Стеллато-Дудек    | Канада         | парное катание            |
| Награда за жизненные достижения | Брайан Орсер             | Канада         | мужское одиночное катание |

## Критика
ISU Skating Awards критикуют за непродуманность и невнятные критерии выбора победителей. Спортивный журналист Елена Вайцеховская раскритиковала премию сезона 2022 года за спорный выбор победителей и номинантов, а также за слишком скромный уровень проведения мероприятия. «РИА Новости» критиковало неудачно выбранные сроки проведения в разгар соревновательного сезона, из-за чего большинство номинантов и победителей не смогло приехать на церемонию награждения. Посмотрев церемонию 2024 года, журналист «Комсомольской правды» раскритиковал организаторов за отсутствие информационной поддержки премии, слабую организованность, и назвал мероприятие «колхозом».